# Argyrolagidae
Los argirolágidos (Argyrolagidae) son una familia de marsupiales ameridelfios que vivieron desde el Oligoceno Superior al Pleistoceno Superior en lo que ahora es Sudamérica.